# ديفيد كير (لاعب كريكت)
ديفيد كير (بالإنجليزية: David Kerr)‏ (28 يونيو 1923 بملبورن في أستراليا - 16 فبراير 1989) هو لاعب كريكت أسترالي. لعب مع فريق فكتوريا للكريكت.

## وصلات خارجية
- ديفيد كير (لاعب كريكت) على موقع إي آس بي آن كريك إنفو (الإنجليزية)